# A Német-római Birodalom államai
Az alábbiakban a Német-római Birodalom államai állnak sorrendben. A táblázat tartalmazza az összes olyan államalakulatot, amely a császárság területén valaha létezett. Az alábbiakban valószínűleg nem a teljes lista szerepel, hiszen azt a közel ezeréves történelemmel rendelkező birodalom esetében szinte lehetetlen felsorolni. Az alábbiakban mégis a lehető legpontosabb lista látható.
A lista főként a császár közvetlen hűbérbirtokaiból tevődött össze, de vannak kivételek is.

## Jelmagyarázat
A következő tábla rövidítéseket tartalmaz, amelyek a Körzet illetve a Ház oszlopok rövidítéseit magyarázzák.
- A körzetek az 1512-ben véglegesen kialakított császári körzetekre utalnak.
- A ház az adott államalakulat vezetőjének a Reichstagban betöltött méltóságát jelzi.

| Körzetek | Körzetek                                        | Ház | Ház                                                       |
| -------- | ----------------------------------------------- | --- | --------------------------------------------------------- |
| AU       | Ausztriai körzet                                | VT  | Választófejedelmek Tanácsa                                |
| BAJ      | Bajor körzet                                    | KL  | A Hercegek Házának klerikus része (egyéni szavazati jog)  |
| BURG     | Burgundiai körzet                               | VI  | A Hercegek Házának világi része (egyéni szavazati jog)    |
| RAJN     | Rajna-vidéki körzet                             | RF  | Rajna-vidéki főpapság (Hercegek Háza, kollektív szavazat) |
| FRANK    | Frankóniai körzet                               | SF  | Svábföldi főpapság (Hercegek Háza, kollektív szavazat)    |
| ARV      | Alsó-Rajna és vesztfáliai körzet                | FG  | Frankóniai grófok (Hercegek Háza, kollektív szavazat)     |
| ASz      | Alsó-szászországi körzet                        | SG  | Svábföldi grófok (Hercegek Háza, kollektív szavazat)      |
| FR       | Felső-rajnai körzet                             | VG  | Vesztfáliai grófok (Hercegek Háza, kollektív szavazat)    |
| FSz      | Felső-szászországi körzet                       | WG  | Wetteraui grófok (Hercegek Háza, kollektív szavazat)      |
| SVÁB     | Sváb körzet                                     | RV  | Rajna-vidéki szabad császári városok                      |
| Nincs    | Azon államok, amelyek nem tartoznak körzetekhez | SV  | Svábföldi szabad császári városok                         |

## Tartalom
A Á B C Cs D Dz Dzs E É F G Gy H I Í J K L Ly M N Ny O Ó Ö Ő P Q R S Sz T Ty U Ú Ü Ű V W X Y Z Zs

### A
| Név                                  | Államforma                                                                        | Körzet   | Ház | Alapítva                                                                                  | Megjegyzés |
| ------------------------------------ | --------------------------------------------------------------------------------- | -------- | --- | ----------------------------------------------------------------------------------------- | --- |
| Aach                                 | Uradalom                                                                          |          |     |                                                                                           | |
| Aachen                               | Császári Város                                                                    | ARV      | RV  | 1306                                                                                      | 1801-ben Franciaországhoz csatolták |
| Aalen                                | Császári Város                                                                    | SVÁB     | SV  | 1360 körül                                                                                | 1803-ban a Württembergi Hercegséghez csatolták |
| Aalst (Flandria császári része)      | Grófság                                                                           |          |     | 1056/1059-től császári hűbérbirtok                                                        | |
| Aarberg                              | Grófság                                                                           |          |     |                                                                                           | |
| Abensberg                            | Grófság                                                                           |          |     |                                                                                           | |
| Adendorf                             | 1711-től grófság Eredetileg uradalom volt; 1653-ban emelték bárói rangra          |          |     | 1554 PSaffig-Olbrückről vált le                                                           | 1806-ban hercegi rangra emelték, Leyeni Hercegség néven |
| Ahr                                  | Grófság                                                                           | nincs    |     | 1107                                                                                      | 1210-ben a Nürburgi Grófság elfoglalta |
| Aichen                               | Uradalom                                                                          |          |     | 1323 A Hohenrechbergi Uradalomról vált le                                                 | Többször felosztották; 1738-ban a fennmaradt részeket az Ostenbergi Uradalom annektálta |
| Albeck                               | Uradalom                                                                          | nincs    |     |                                                                                           | 1383-ban Ulmhoz csatolták |
| Aletzheim                            | Grófság                                                                           |          |     | 1439 A Pappenheimi Uradalomról vált le                                                    | 1697-ben a Pappenheimi Grófság annektálta |
| Allersberg                           | Uradalom                                                                          | nincs    |     | 1343 A Wolfsteini Uradalomról vált le                                                     | 1474-ben a Sulzburgi Uradalom elfoglalta |
| Alpheim                              | Grófság                                                                           |          |     | 1465 A Neuenahri Grófságról vált le                                                       | 1589-ben a Moersi Grófsághoz csatolták |
| Alt-Bruchhausen                      | Grófság                                                                           | nincs    |     | 1234 A Bruchhauseni Grófságból vált ki                                                    | 1338-ban annektálta a Hoyai Grófság |
| Alt-Eberstein                        | Grófság                                                                           | nincs    |     | 1207 Usgauról vált le                                                                     | A Neu-Ebersteini Grófság foglalta el 1283ban |
| Alt-Katzenelnbogen                   | Grófság                                                                           | nincs    |     | 1245 A Katzenelnbogeni Tartománygrófságról vált le                                        | 1403-ban a Neu-Katzenelnbogeni Grófság része lett |
| Altena                               | Grófság                                                                           | nincs    |     | 10. század                                                                                | 1160-ban a Bergi Grófsággal egybeolvadva alkotta Altona-Berget; 1180-ban ismét Altona néven élt tovább majd 1249-ben a Marki Grófsággal olvadt össze |
| Altena-Berg                          | Grófság                                                                           | nincs    |     | 1160 Altena és a Bergi Grófság összeolvadásából alakult meg                               | 1180-ban Altena néven vált ismertté |
| Altensteig                           | Uradalom                                                                          |          |     |                                                                                           | |
| Andechs                              | Grófság                                                                           |          |     |                                                                                           | |
| Andelfingen                          | Uradalom                                                                          |          |     |                                                                                           | |
| Anhalt                               | 1218-tól hercegség 1212-től grófság volt                                          | FSz      | VI  | 1173 A Szász Hercegségről vált le                                                         | 1252-ben három hercegségre esett szét: Anhalt-Ascherslebenre, Anhalt-Bernburgra és Anhalt-Zerbstre; 1570-ben újraegyesült; 1603-ban végül öt hercegségre bomlott: Anhalt-Bernburgra, Anhalt-Dessaura, Anhalt-Köthenre, Anhalt-Plötzkaura és Anhalt-Zerbstre |
| Anhalt-Aschersleben                  | Hercegség                                                                         | FSz      | VI  | 1252 Az Anhlati Hercegség felbomlásakor alakult meg                                       | 1322-ben a Halberstadti Püspökség annektálta |
| Anhalt-Bernburg                      | Hercegség                                                                         | FSz      | VI  | 1252 Az Anhalti Hercegség felbomlásakor alakult meg                                       | 1468-ban Anhalt-Zerbst foglalta el; 1603-ban újraalakult, amikor az Anhalti Hercegséget ismét felosztották |
| Anhalt-Bernburg-Schaumburg-Hoym      | Hercegség                                                                         | FSz      | VI  | 1727 A Holzapfeli Grófság és az Anhalt-Zeitz-Hoymi Hercegség összeolvadásából alakult meg | |
| Anhalt-Dessau                        | Hercegség                                                                         | FSz      | VI  | 1396 Az Anhalt-Zerbsti Hercegség felosztásakor alakult meg                                | 1561-ben az Anhalt-Zerbsti Hercegség elfoglalta; 1603-ban az Anhalti Hercegség felosztásakor újraalakult |
| Anhalt-Dornburg                      | Hercegség                                                                         | FSz      | VI  | 1667 Az Anhalt-Zerbsti Hercegségről vált le                                               | 1742-ben az Anhalt-Zerbsti Hercegség annektálta |
| Anhalt-Harzgerode                    | Hercegség                                                                         | FSz      | VI  | 1635 Az Anhalt-Bernburgi Hercegségről vált le                                             | 1709-ben az Anhalt-Bernburgi Hercegség elfoglalta |
| Anhalt-Köthen                        | Hercegség                                                                         | FSz      | VI  | 1396 Az Anhalt-Zerbsti Hercegségről vált le                                               | 1552-ben az Anhalt-Dessaui Hercegség annektálta; 1603-ban Anhalt feloisztásakor újraalakult |
| Anhalt-Mühlingen                     | Hercegség                                                                         | FSz      | VI  | 1667 Az Anhalt-Zerbsti Hercegségről vált le                                               | 1714-ben az Anhalt-Zerbsti Hercegség annektálta |
| Anhalt-Pless                         | Hercegség                                                                         | FSz      | VI  | 1755 Az Anhalt-Kötheni Hercegségről vált le                                               | |
| Anhalt-Plötzkau                      | Hercegség                                                                         | FSz      | VI  | 1544 Az Anhalt-Dessaui Hercegségről vált le                                               | 1553-ban az Anhalt-Zerbsti Hercegség annektálta; 1603-ban Anhalt felosztásánál újraalakult; 1665-ben az Anhalt-Kötheni Hercegség része lett |
| Anhalt-Zeitz-Hoym                    | Hercegség                                                                         | FSz      | VI  | 1718 Az Anhalt-Bernburgi Hercegségből vált ki                                             | 1727-ben a Holzapfeli Grófsággal egybeolvadva alkotta meg az Anhalt-Bernburg-Schaumburg-Hoymi Hercegséget |
| Anhalt-Zerbst                        | Hercegség                                                                         | FSz      | VI  | 1252 Az Anhalti Hercegségről vált le                                                      | 1396-ban felbomlott azAnhalt-Dessaui és az Anhalt-Kötheni Hercegségre; 1544-ben újraalakult az Anhalt-Dessaui Hercegség felosztásánál; 1796-ban az Anhalt-Dessaui Hercegség annektálta                                                                      |
| Anholt                               | Uradalom                                                                          | ARV      |     |                                                                                           | |
| Ansbach - lásd "Brandenburg-Ansbach" |                                                                                   |          |     |                                                                                           | |
| Antwerpen                            | Őrgrófság                                                                         | BURG     |     |                                                                                           | |
| Appenzell                            | Császári völgység                                                                 |          |     | 1507-ben vált le a Sankt Galleni Apátságról                                               | 1597-ben Appenzell Innerrhoden és Appenzell Ausserrhoden részekre bomlott |
| Appenzell Ausserrhoden               | Császári völgység                                                                 |          |     | 1597-ben Appenzell felbomlásával alakult meg                                              | 1648-ban a Svájci Konföderáció részeként kivált a birodalomból |
| Appenzell Innerrhoden                | Császári Völgység                                                                 |          |     | 1597-ben Appenzell felbomlásával alakult meg                                              | 1648-ban a Svájci Konföderáció részeként kivált a birodalomból |
| Arenberg                             | 1644-től hercegség Eredetileg grófság; 1576-ban emelték herceg-grófi rangra       | RAJN     | VI  | 1177 körül                                                                                | |
| Arlon                                | Grófság                                                                           | nem volt |     | 950                                                                                       | 1221-ben a Limburgi Hercegség része lett |
| Arnsberg                             | Grófság                                                                           |          |     |                                                                                           | |
| Artois                               | Grófság                                                                           | BURG     |     |                                                                                           | |
| Aschaffenburg                        | Hercegség                                                                         |          |     | 1803                                                                                      | |
| Auersperg                            | 1653-tól hercegség Előtte grófság                                                 | SVÁB     | SV  |                                                                                           | |
| Auersperg-Schönfeldscher             | Hercegség                                                                         |          |     | 1795 Az Auerspergi Hercegség felbomlásából alakult                                        | |
| Auersperg-Zweig                      | Hercegség                                                                         |          |     | 1795 Az Auerspergi Hercegség felbomlásakor alakult                                        | |
| Augsburg                             | Püspökség                                                                         | SVÁB     | KL  | 888 körül                                                                                 | 1803-ban Bajorország annektálta |
| Augsburg                             | Császári város                                                                    | SVÁB     | SV  | 1276                                                                                      | 1806-ban Bajorország elfoglalta |
| Ausztria                             | A 15. századtól főhercegség Eredetileg őrgrófság; 1155-ben emelték hercegi rangra | AU       | VI  | 960                                                                                       | |

### B
| Név                                    | Államforma                                               | Körzet | Ház | Alapítva                                                    | Megjegyzések                                                                                             |
| -------------------------------------- | -------------------------------------------------------- | ------ | --- | ----------------------------------------------------------- | --- |
| Baar                                   | Tartománygrófság                                         | SVÁB   |     |                                                             | |
| Babenhausen-Mindelheim-Cellmünz        | Uradalom                                                 |        |     | 1432-ben alakult Staufeneck-Babenhausen felosztásakor       | 1487-ben Frundsburg és Kronburg között lett felosztva                                                    |
| Baden                                  | 1112-től őrgrófság, és 1803-tól választófejedelemség     | SVÁB   | VI  | 960 körül                                                   | 1190-ben Baden-Baden és Baden-Hachberg részekre lett felosztva 1771-ben újraalakult                      |
| Baden-Baden                            | Őrgrófság                                                | SVÁB   | VI  | 1190-ben alakult Baden felosztásakor                        | 1335-ben Baden-Eberstein és Baden-Pforzheim között lett felosztva                                        |
| Baden-Baden                            | Őrgrófság                                                | SVÁB   | VI  | 1348-ban Baden-Pforzheim felosztásakor alakult meg          | 1771-ben Baden-Durlachra szállt örökség révén                                                            |
| Baden-Durlach                          | Őrgrófság                                                | SVÁB   | VI  | 1515-ben Baden-Baden felbomlásakor alakult meg              | 1771-ben a Baden-Badeni vonal örökölte                                                                   |
| Baden-Eberstein                        | Őrgrófság                                                |        |     | 1291-ben Baden-Baden felbomlásakor alakult                  | 1353-ban Baden-Pforzheim annektálta                                                                      |
| Baden-Hochberg                         | Őrgrófság                                                | SVÁB   |     | 1190-ben Baden felbomlásakor alakult                        | 1415-ben Baden-Baden annektálta                                                                          |
| Baden-Pforzheim                        | Őrgrófság                                                |        |     | 1291-ben Baden-Baden felbomlásakor alakult                  | 1361-ben Baden-Baden elfoglalta                                                                          |
| Baden-Rodemachern                      | Őrgrófság                                                |        |     | 1537-ben Baden-Baden felbomlásakor alakult                  | 1666-ban Baden-Baden annektálta                                                                          |
| Badenweiler                            | Uradalom                                                 |        |     |                                                             | |
| Baindt                                 | Apátság                                                  | SVÁB   |     |                                                             | |
| Bajor-Ingolstadt                       | Hercegség                                                |        |     | 1392-ben alakult meg Bajor-Landshut felbomlásával           | 1445-ben Bajorország-München annektálta                                                                  |
| Bajor-Landshut                         | Hercegség                                                |        |     | 1353-ban alakult meg Alsó-Bajorország felbomlásakor         | 1503-ban Bajorország-München annektálta                                                                  |
| Bajorország                            | Hercegség, és 1623-tól választófejedelemség              | BAJ    | VT  | 6. század                                                   | |
| Bajorország-München                    | Hercegség                                                |        |     | 1392-ben alakult meg Bajor-Landshut felbomlásakor           | 1505-ben nevét Bajor Hercegségre változtatta                                                             |
| Bajorország-Naumburg                   | Uradalom                                                 |        |     | 1316-ban Querfurt felbomlásakor alakult meg                 | 1496-ban Mansfeld elfoglalta                                                                             |
| Bajor-Straubing                        | Hercegség                                                |        |     | 1353-ban Alsó-Bajorország felbomlásakor alakult meg         | 1425-ben Bajor-Ingolstadt, Bajor-Landshut és Bajorország-München között lett felosztva                   |
| Bamberg                                | Püspökség                                                | FRANK  | KL  | 1007                                                        | 1802-ben Bajorország annektálta                                                                          |
| Bar                                    | Hercegség Eredetileg grófság                             | FR     |     |                                                             | 1508-ban Lotaringia örökölte                                                                             |
| Barby                                  | Grófság                                                  | FSz    |     | 1497                                                        | Többször felbomlott Végül a részeket Anhalt, Brandenburg és Szászország annektálta                       |
| Bassenheim                             | Uradalom                                                 |        |     |                                                             | |
| Bayreuth - lásd "Brandenburg-Bayreuth" |                                                          |        |     |                                                             | |
| Bázel                                  | Püspökség                                                | FR     | KL  | 999                                                         | 1579-ben csatlakozott a Svájci Konföderáció szövetségéhez                                                |
| Bázel                                  | Szabad város                                             | nincs  |     |                                                             | 1501-ben csatlakozott a Svájci Konföderációhoz                                                           |
| Bedburg                                | Grófság                                                  |        |     | 1465-ben Neuenahr felosztásakor alakult meg                 | 1519-ben Mörs annektálta                                                                                 |
| Beichlingen                            | Uradalom                                                 |        |     | 1144                                                        | Többször felosztották. 1567-ben Gleichen része lett                                                      |
| Beilstein                              | Uradalom                                                 |        |     |                                                             | |
| Belfort                                | Törvényi hatókör                                         |        |     |                                                             | |
| Benevento                              | Hercegség                                                |        |     | 6. század                                                   | 1053-ban a pápai állam része lett                                                                        |
| Bentheim                               | Grófság                                                  | ARV    | VG  | 1050                                                        | 1277-ben Bentheim-Tecklenburg és Bentheim-Bentheim részekre bomlott                                      |
| Bentheim-Bentheim                      | Grófság                                                  |        |     |                                                             | |
| Bentheim-Steinfurt                     | Grófság                                                  | ARV    | VG  | 1454 A Bentheim-Bentheimi Grófságról szakadt el             | 1806-ban Poroszország annektálta                                                                         |
| Bentheim-Tecklenburg                   | Grófság                                                  |        |     |                                                             | |
| Berchtesgaden                          | Polgármesterség                                          | BAJ    |     | 1491                                                        | 1803-ban Salzburg része lett 1805-ben Ausztria foglalta el                                               |
| Berg                                   | 1380-tól hercegség Eredetileg grófság                    | ARV    | VI  | 1093                                                        | 1614 Pfalz-Neuburg része                                                                                 |
| Bern                                   | Császári város                                           |        |     | 1218-ban vált le Zähringenről                               | 1353-ban Svájc egyik kantonja lett; 1648-ban levált a birodalomról                                       |
| Besançon                               | Érsekség                                                 |        | KL  |                                                             | 1792-ben Franciaország annektálta                                                                        |
| Besançon                               | Császári város                                           | BURG   |     |                                                             | 1648-ban a Burgundiai Grófság foglalta el                                                                |
| Biberach an der Riss                   | Császári város                                           | SVÁB   | SV  | 1180                                                        | 1803-ban Württemberg része lett                                                                          |
| Billungenmark                          | Őrgrófság                                                |        |     | 928                                                         | 983-ban a Bodrich család hódította meg                                                                   |
| Bilstein                               | Grófság                                                  |        |     | 1073                                                        | 1303-ban Hessen annektálta                                                                               |
| Bitburg                                | Apátság                                                  |        |     |                                                             | |
| Blamont                                | Uradalom                                                 |        |     |                                                             | |
| Blankenburg                            | Hercegség                                                | ASz    |     | 1082 körül                                                  | 1368-ban Regenstein birtoka lett                                                                         |
| Blankenheim                            | Grófság                                                  |        |     | 1149-ben Blankenheim-Schleiden felosztásakor alakult meg    | 1803-ban Franciaország része lett                                                                        |
| Blankenheim és Gerolstein              | Grófság                                                  | ARV    |     | 1488-ban alakult meg Blankenheim felosztásakor              | 1533-ban Blankenheim és Gerolstein valamint Bettingen részekre bomlott                                   |
| Blankenheim-Schleiden                  | Uradalom                                                 |        |     | 1115 körül                                                  | 1149-ben alakult meg Blankenheim és Schleiden felbomlásakor                                              |
| Blumenegg                              | Uradalom                                                 |        |     |                                                             | |
| Bonndorf                               | Grófság                                                  | SVÁB   |     |                                                             | |
| Bopfingen                              | Császári város                                           | SVÁB   | SV  | 1250 körül                                                  | 1803-ban Württemberg annektálta                                                                          |
| Boroszló                               | Püspökség                                                |        |     |                                                             | |
| Boroszló                               | Hercegség                                                |        |     |                                                             | |
| Bouillon                               | Grófság                                                  |        |     | 959; 1496; 1559                                             | 1095-ben és 1522-ben Liége elfoglalta. 1552-ben, majd 1676-ban Franciaország annektálta                  |
| Brabant                                | 1085/1086-tól tartománygrófsága, 1183/1184-től hercegség | BURG   | VI  |                                                             | 1430-ban a Burgundiai Hercegséghez került                                                                |
| Brandenburg                            | Őrgrófság, és 1355-től választófejedelemség              | FSz    | VT  | 1157 Eredetileg Nordmark néven alakult meg                  | |
| Brandenburg                            | Püspökség                                                | FSz    | KL  | 949                                                         | 1569-ben Brandenburg foglalta el                                                                         |
| Brandenburg-Ansbach                    | Őrgrófság                                                | FRANK  | VI  | 1440-ben alakult meg Nürnberg felbomlásakor                 | 1791-ben Brandenburghoz került                                                                           |
| Brandenburg-Bayreuth                   | Őrgrófság                                                | FRANK  | VI  | 1440-ben alakult meg Nürnberg felbomlásakor                 | 1769-ben Brandenburg-Ansbach része lett                                                                  |
| Brandenburg-Kulmbach                   | Őrgrófság                                                |        |     | 1655-ben Brandenburg-Bayreuth felbomlásakor alakult meg     | 1726-ban Brandenburg-Bayreuth annektálta                                                                 |
| Brakel                                 | Császári város                                           | ARV    | RV  |                                                             | A Paderborni Püspökség birtoka lett                                                                      |
| Brauneck                               | Grófság                                                  |        |     | 1230-ban jött létre Hohenlohe felbomlásakor                 | Többször is felbomlott. Végül 1448-ban Hohenlohe elfoglalta                                              |
| Bregenz                                | Grófság                                                  | SVÁB   | SV  | 950                                                         | 1180-ban Tübingen majd Montfort foglalta el 1458-ban Ausztria része lett 1782-ben Bajorország annektálta |
| Brehna                                 | Grófság                                                  |        |     |                                                             | |
| Breisgau                               | Grófság                                                  | nincs  | SV  | 771                                                         | 1077-ben Zähringen annektálta                                                                            |
| Breisgau                               | Hercegség                                                | AU     | SV  | 1801                                                        | 1803-ban újraalakult Breisgau-Modena néven                                                               |
| Breisgau-Modena                        | Hercegség                                                | AU     | SV  | 1803                                                        | 1805-ben Baden és Württemberg között lett felosztva                                                      |
| Breiteneck                             | Uradalom                                                 | BAJ    |     |                                                             | |
| Bréma                                  | Érsekség                                                 | ASz    | KL  | 787                                                         | 1648-ban Svédország birtoka lett, hercegséggé tették meg                                                 |
| Bréma                                  | Hercegség                                                | ASz    |     | 1648 A Brémai Érsekség világiasított változata              | Eredetileg Svédország birtoka, majd 1719*ben Hannoveré lett                                              |
| Bréma                                  | Császári város                                           | ASz    | RV  | 1202                                                        | |
| Brena                                  | Báróság                                                  |        |     | 1156                                                        | 1290-ben Szász-Wittenburg része lett                                                                     |
| Bretzenheim                            | Hercegség                                                | FR     |     | 1790-ben alapította a Wittelsbach-Bretzenheim család        | 1802-ben Hessen-Darmstadt foglalta el 1804-ben a déli részeket Ausztria annektálta                       |
| Brieg                                  | Hercegség                                                |        |     |                                                             | |
| Brixen                                 | Püspökség                                                | AU     | KL  | 1179                                                        | 1803-ban az osztrák kézen lévő Krajna annektálta                                                         |
| Bruchhausen                            | Grófság                                                  |        |     | 1199                                                        | 1234-ben felbomlott 1388-ban a Hoyai Grófság része lett                                                  |
| Bruchsal és Odenheim                   | Apátság                                                  |        |     |                                                             | |
| Braunschweig-Lüneburg                  | 1235-től hercegség Eredetileg grófság                    |        |     | 1139-ben Szászország felbomlásakor jött létre               | 1267-ben Braunschweig-Braunschweig és Braunschweig-Lüneburg részekre bomlott                             |
| Braunsschweig-Braunschweig             | Hercegség                                                |        |     | 1252-ben Braunschweig felbomlásakor jött létre              | Braunschweig-Göttingen és Braunschweig-Grubenhagen között lett felosztva                                 |
| Braunschweig-Calenberg-Göttingen       | Hercegség                                                |        |     | 1641-ben Braunschweig-Lüneburg felbomlásával jött létre     | 1692-ben ez az állam lett a Hannoveri választófejedelemség                                               |
| Braunschweig-Celle                     | Hercegség                                                |        |     | 1527-ben Braunschweig-Lüneburg felbomlásával jött létre     | 1569-ben felbomlott                                                                                      |
| Braunschweig-Celle                     | Hercegség                                                |        |     | 1641-ben Braunschweig-Lüneburg felbomlásával jött létre     | 1705-ben Hannover annektálta                                                                             |
| Braunschweig-Göttingen                 | Hercegség                                                |        |     | 1279-ben jött létre Braunschweig-Braunschweig felbomlásakor | 1442-ben Braunschweig-Wolfenbüttel annektálta                                                            |
| Braunschweig-Grubenhagen               | Hercegség                                                | ASz    |     | 1279-ben Braunschweig-Braunschweig felbomlásakor jött létre | 1526-ban Braunschweig-Osterode annektálta                                                                |
| Braunsweig-Lüneburg                    | Hercegség                                                | ASz    | VI  | 1252-ben Braunschweig felbomlásakor alakult                 | 1527-ben feloszlott                                                                                      |
| Braunschweig-Lüneburg                  | Hercegség                                                | ASz    | VI  | 1569-ben Braunschweig-Celle felbomlásakor alakult meg       | 1641-ben Braunschweig-Calenberg-Göttingen és Braunschweig-Celle részekre bomlott                         |
| Braunschweig-Osterode                  | Hercegség                                                |        |     | 1322-ben Braunschweig-Grubenhagen felbomlásával jött létre  | 1596-ban Braunschweig-Lüneburg annektálta                                                                |
| Braunschweig-Wolfenbüttel              | Hercegség                                                | ASz    | VI  | 1345-ben Braunschweig-Göttingen felbomlásakor alakult meg   | |
| Buchau                                 | Apátság                                                  | SVÁB   |     |                                                             | |
| Buchau                                 | Császári város                                           | SVÁB   | SV  | 1250 körül                                                  | |
| Buchhorn                               | Császári város                                           | SVÁB   | SV  | 1089                                                        | |
| Burgau                                 | Őrgrófság                                                |        |     |                                                             | |
| Burgbrohl                              | Uradalom                                                 |        |     | 1451-ben Saffig felbomlásakor alakult meg                   | 1533-ban Saffig-Olbrück annektálta                                                                       |
| Burgundia ("Franche Comté")            | Grófság                                                  | BURG   | VI  | 1127                                                        | 1330-ban Burgundiai Hercegség néven él tovább; 1678-ban Franciaország annektálta                         |
| Bürresheim                             | Uradalom                                                 |        |     |                                                             | |
| Burtscheid                             | Apátság                                                  |        |     |                                                             | |
| Butzweiler                             | Uradalom                                                 |        |     |                                                             | |
| Buxheim                                | Apátság                                                  |        |     |                                                             | |

### C
| Név                 | Államforma                             | Körzet | Ház | Alapítva                              | Megjegyzések                                                                     |
| ------------------- | -------------------------------------- | ------ | --- | ------------------------------------- | -------------------------------------------------------------------------------- |
| Calvelage           | Grófság                                |        |     | 1072                                  | 1170-ben Ravensburg annektálta.                                                  |
| Calw                | Grófság                                |        |     |                                       |                                                                                  |
| Cambrai             | Püspökség                              | ARV    |     |                                       |                                                                                  |
| Cambrai             | Császári Város                         | BURG   |     |                                       | 1677-ben Franciaország elfoglalta.                                               |
| Castell             | Grófság                                | FRANK  |     | 1200                                  | 1597-ben Castell-Remlingen és Castell-Rüdenhausen része lett                     |
| Castell             | Grófság                                |        |     | 1709-ben Castell-Castellból vált ki   | 1772-ben Castell-Castell visszafoglalta                                          |
| Castell-Castell     | Grófság                                |        |     | 1668-ban Castell-Remlingenből vált ki |                                                                                  |
| Castell-Remlingen   | Grófság                                |        |     | 1597-ben vált ki Castellből           | 1762-ben Castell visszafoglalta                                                  |
| Castell-Rüdenhausen | Grófság                                |        |     | 1597-ben vált ki Castellből           |                                                                                  |
| Castels             | Főjoghatóság                           |        |     |                                       |                                                                                  |
| Chatelot            | Uradalom                               |        |     |                                       |                                                                                  |
| Chiemsee            | Püspökség                              |        |     |                                       |                                                                                  |
| Chur                | Püspökség                              | AU     | KL  | 1170                                  | 1798-ban Svájc annektálta                                                        |
| Churwalden          | Joghatóság                             |        |     |                                       |                                                                                  |
| Cilli (Celje)       | Grófság                                |        |     | 1341                                  | 1456-ban a területet a Habsburgok örökölték, és a stájer hercegséghez csatolták. |
| Cläven              | Uradalom                               |        |     | 909                                   | 950-ben feloszlott                                                               |
| Clemont             | Uradalom                               |        |     |                                       |                                                                                  |
| Cleves (Kleve)      | 1417-től hercegség; eredetileg grófság | ARV    | VI  | 719                                   | 1614-ben Brandenburg része lett                                                  |
| Colmar              | Császári Város                         | FR     |     |                                       | 1648-ban Franciaország része lett                                                |
| Corvey              | Apátság                                | ARV    |     | 877                                   | 1803-ban Nassau-Orange része lett                                                |
| Cottbus             | Uradalom                               |        |     |                                       |                                                                                  |
| Croy                | Fejedelemség                           |        |     |                                       |                                                                                  |

### Cs
| Név        | Államforma | Körzet | Ház | Alapítva | Megjegyzések |
| ---------- | ---------- | ------ | --- | -------- | ------------ |
| Csehország | Királyság  | Nincs  | VT  |          |              |

### D
| Név           | Államforma                           | Körzet   | Ház | Alapítva                   | Megjegyzések                                                                                      |
| ------------- | ------------------------------------ | -------- | --- | -------------------------- | ------------------------------------------------------------------------------------------------- |
| Dagstuhl      | Uradalom                             | FR       |     |                            |                                                                                                   |
| Dannenberg    | Hercegség                            |          |     |                            |                                                                                                   |
| Davos         | Főjoghatóság                         |          |     |                            |                                                                                                   |
| Delmenhorst   | Grófság                              | ARV      |     | 1278; 1440; 1577           | Oldenburg felosztásából keletkezett, majd 1438-ban, 1482-ben és 1647-ben Oldenburg visszafoglalta |
| Diepholz      | 1524-től grófság Eredetileg báróság  | Low Rhen |     | 1278                       | 1583-ban Brunswick elfoglalta                                                                     |
| Diessenhofen  | Császári város                       |          |     | 1415                       | 1442-ig létezett                                                                                  |
| Diez          | Grófság                              |          |     | 1101                       | 1552-ben Eppstein-Königstein és Hesse-Cassel között osztották fel                                 |
| Diez-Birstein | Grófság                              |          |     | 1189-ben vált ki Diezből   | 1322-ben Diez-Weilnau elfoglalta, majd 1438-ban Isenburghoz került                                |
| Diez-Weilnau  | Grófság                              |          |     | 1234-ben kivált Diezből    | 1438-ban Nassau-Dillenburg foglalta el                                                            |
| Dinkelsbühl   | Császári Város                       | SVÁB     | SV  | 1274                       | 1802-ben Bajorország foglalta el                                                                  |
| Disentis      | Apátság                              |          |     | 720 körül                  |                                                                                                   |
| Donauwörth    | Császári Város                       |          |     | 1250 körül                 | 1606 és 1705 között Bajorország birtoka, majd 1714-ben végleg elfoglalták a bajorok               |
| Donzdorf      | 1699-től grófság Eredetileg uradalom |          |     | 1605-ben vált ki Aichenből | 1738-ban Osterberg elfoglalta                                                                     |
| Dornbirn      | Uradalom                             |          |     |                            |                                                                                                   |
| Dortmund      | Császári Város                       | ARV      | RV  | 1220                       | 1803-ban Nassau-Orange része lett                                                                 |
| Duisburg      | Császári Város                       |          |     |                            | 1290-ben Cleves foglalta el                                                                       |
| Düren         | Császári Város                       |          |     |                            | Jülich annektálta                                                                                 |
| Dyck          | Uradalom                             |          |     |                            |                                                                                                   |

### E
| Név                   | Államforma                                  | Körzet | Ház | Alapítva                          | Megjegyzések                                                            |
| --------------------- | ------------------------------------------- | ------ | --- | --------------------------------- | ----------------------------------------------------------------------- |
| Eberstein             | Grófság                                     | SVÁB   |     | 1574-ben vált ki Neu-Ebersteinból | 1660-ban Baden, Speyer és Württemberg között osztották fel              |
| Echternach            | Apátság                                     |        |     |                                   |                                                                         |
| Edelstetten           | Grófság                                     |        |     |                                   |                                                                         |
| Eglingen              | Uradalom                                    | SVÁB   |     |                                   |                                                                         |
| Eglofs                | Grófság                                     | SVÁB   |     |                                   |                                                                         |
| Ehrenburg             | Uradalom                                    |        |     |                                   |                                                                         |
| Eichstätt             | Püspökség                                   | FRANK  | KL  | 908                               | 1803-ban Salzburg elfoglalta                                            |
| Eilenburg             | Grófság                                     |        |     | 976                               | 1017-ben Meissen annektálta                                             |
| Einsiedeln            | Apátság                                     |        |     | 965                               | 1798-ban Svájc annektálta                                               |
| Elchingen             | Apátság                                     | SVÁB   |     |                                   |                                                                         |
| Ellwangen             | 1460-tól polgármesterség Eredetileg apátság | SVÁB   |     | 1011                              | 1803-ban Württemberg foglalta el                                        |
| Elten                 | Apátság                                     |        |     |                                   |                                                                         |
| Eltz                  | Uradalom                                    |        |     |                                   |                                                                         |
| Elzász                | Hercegség                                   |        |     | 640                               | Alsó- és Felső-Elzászra bomlott fel, majd Franciaország birtoka lett    |
| Engadin és Winterthur | Uradalom                                    |        |     | 950-ben Clävenből vált ki         | 1095-ben megszűnt                                                       |
| Engelberg             | Apátság                                     |        |     | 1236                              | 1798-ban Svájc foglalta el                                              |
| Enzberg               | Uradalom                                    |        |     |                                   |                                                                         |
| Eppstein              | Grófság                                     |        |     | 1172                              | 1391-ben két részre bomlott: Eppstein-Königstein és Eppstein-Münzenberg |
| Eppstein-Königstein   | Grófság                                     |        |     | 1390-ben vált ki Eppsteinból      | 1535-ben Stolberg foglalta el                                           |
| Eppstein-Münzenberg   | Grófság                                     |        |     | 1390-ben vált ki Eppsteinból      | 1522-ben Eppstein-Königstein annektálta                                 |
| Erbach                | 1532-től kezdve grófság Eredetileg uradalom | FRANK  |     | 1213                              | 1647-ben felbomlott                                                     |
| Erbach-Breuburg       | Grófság                                     |        |     | 1647-ben Erbachból vált ki        | 1653-ban Erbach-Erbach foglalta el                                      |
| Erbach-Erbach         | Grófság                                     |        |     | 1647-ben Erbachból vált ki        |                                                                         |
| Erbach-Fürstenau      | Grófság                                     |        |     | 1647-ben Erbachból vált ki        |                                                                         |
| Erbach-Wildenstein    | Grófság                                     |        |     | 1647-ben Erbachból vált ki        | 1669-ben Erbach-Erbach foglalta el                                      |
| Essen                 | Apátság                                     | ARV    |     | 1041                              | 1803-ban Poroszország foglalta el                                       |
| Esslingen am Neckar   | Császári Város                              | SVÁB   | SV  | 1250 körül                        | 1803-ban Württemberg foglalta el                                        |

### F
| Név                              | Államforma                                   | Körzet | Ház | Alapítva                                                 | Megjegyzések |
| -------------------------------- | -------------------------------------------- | ------ | --- | -------------------------------------------------------- | --- |
| Fagnolle                         | Grófság                                      | ARV    |     |                                                          | |
| Falkenstein                      | Grófság                                      | FR     |     |                                                          | |
| Feldkirch                        | Uradalom                                     |        |     |                                                          | |
| Fischbach                        | Nincs adat                                   |        |     |                                                          | |
| Flandria                         | Grófság                                      | BURG   | VI  | 862                                                      | 1405-ben Burgundia része lesz, majd Franciaország birtoka, kivéve az ún. Császári Flandria területeit. 1529-ben a Habsburgok foglalták el. |
| Frankónia                        | Fejedelemség                                 |        |     | 8. század                                                | 1196-ban megszűnt |
| Frankónia                        | Fejedelemség                                 |        |     | 1633-ban alakult meg a Szász-Weimari herceg területeként | 1639-ben megszűnt |
| Frankfurt                        | Császári Város                               | FR     | RV  | 1372                                                     | |
| Franzenheim                      | Uradalom                                     |        |     |                                                          | |
| Frauenalb                        | Apátság                                      |        |     |                                                          | |
| Fraumünster                      | Apátság                                      |        |     | 1045                                                     | 1524-ben Zürich megszüntette |
| Freiburg im Breigau              | Grófság                                      |        |     |                                                          | |
| Freising                         | Püspökség                                    | BAJ    | KL  | 766 körül                                                | 1803-ban Bajorország foglalta el |
| Freudenberg                      | Uradalom                                     |        |     |                                                          | |
| Fribourg                         | Császári Város                               |        |     | 1218                                                     | 1277-ben Habsburg foglalta el |
| Fribourg                         | Császári Város                               |        |     | 1478                                                     | 1481-től Svájc egyik kantonja |
| Friedberg                        | Császári Város                               | FR     | RV  | 1217                                                     | 1803-ban megszűnt |
| Friedrichshafen Lásd Buchhornnál |                                              |        |     |                                                          | |
| Frízföld                         | Uradalom                                     | BURG   |     |                                                          | |
| Fugger                           | Grófság                                      | SVÁB   |     |                                                          | |
| Fulda                            | 1752-től püspökség Eredetileg apátság        | FR     | KL  | 744                                                      | 1803-ban Nassau-Orange foglalta el |
| Fürstenberg                      | Grófság                                      |        |     | 1250                                                     | 1408-ban felbomlott |
| Fürstenberg-Baar                 | Grófság                                      |        |     | 1441-ben Fürstenberg-Fürstenbergből szakadt ki           | 1559-ben Fürstenberg-Blomberg és Fürstenberg-Heiligenberg részekre bomlott                                                                 |
| Fürstenberg-Blomberg             | Grófság                                      |        |     | 1559-ben vált ki Fürstenberg-Baarból                     | 1614-ben két részre bomlott: Fürstenberg-Mötzkirch és Fürstenberg-Stühlingen                                                               |
| Fürstenberg-Fürstenberg          | Grófság                                      |        |     | 1408-ban vált ki Fürstenberg                             | 1441-ben két részre bomlott: Fürstenberg-Baar és Fürstenberg-Geisingen                                                                     |
| Fürstenberg-Fürstenberg          | 1716-tól kezdve hercegség Eredetileg grófság |        |     | 1704-ben vált ki Fürstenberg-Stühlingenből               | 1804-ben Fürstenberg-Pürglitz foglalta el                                                                                                  |
| Fürstenberg-Geisingen            | Grófság                                      |        |     | 1441-ben szakadt ki Fürstenberg-Fürstenbergből           | 1483-ban Fürstenberg-Baar foglalta el |
| Fürstenberg-Heiligenberg         | 1664-től hercegség Eredetileg grófság        |        |     | 1559-ben vált ki Fürstenberg-Baarból                     | 1716-ban Fürstenberg-Fürstenberg része lett                                                                                                |
| Fürstenberg-Mötzkirch            | 1716-tól hercegség Eredetileg grófság        |        |     | 1614-ben vált ki Fürstenberg-Blombergből                 | 1744-ben Fürstenberg-Fürstenberg foglalta el                                                                                               |
| Fürstenberg-Pürglitz             | Hercegség                                    |        |     | 1762-ben vált ki Fürstenberg-Fürstenbergből              | |
| Fürstenberg-Stühlingen           | 1716-tól hercegség Eredetileg grófság        |        |     | 1614-ben vált ki Fürstenberg-Blombergből                 | 1704-ben felbomlott |
| Füssen                           | Apátság                                      |        |     |                                                          | |

### G
| Név                         | Államforma                                                  | Körzet | Ház | Alapítva                                         | Megjegyzések                                                                                   |
| --------------------------- | ----------------------------------------------------------- | ------ | --- | ------------------------------------------------ | ---------------------------------------------------------------------------------------------- |
| Gandersheim                 | Apátság                                                     |        |     |                                                  |                                                                                                |
| Gelderland Lásd Gueldersnél |                                                             |        |     |                                                  |                                                                                                |
| Gelnhausen                  | Császári Város                                              |        |     | 1170                                             | 1745-ben Hessen-Cassel foglalta el                                                             |
| Gemen                       | Uradalom                                                    | ARV    |     |                                                  |                                                                                                |
| Genf                        | Grófság                                                     |        |     | 1034                                             | 1401-ben Szavoja foglalta el                                                                   |
| Gengenbach                  | Apátság                                                     | SVÁB   |     |                                                  |                                                                                                |
| Gengenbach                  | Császári Város                                              | SVÁB   | SV  | 1250 körül                                       | 1803-ban Baden része lett                                                                      |
| Gernrode                    | Apátság                                                     | FSz    |     |                                                  |                                                                                                |
| Gerolstein és Bettingen     | Grófság                                                     |        |     | 1533-ban vált ki Blankenheimból és Gerolsteinból | 1697-ben Blankenheim annektálta                                                                |
| Giech                       | 1695-től grófság Eredetileg uradalom, majd 1680-tól báróság |        |     | 1333                                             |                                                                                                |
| Giengen                     | Császári Város                                              | SVÁB   | SV  | 1250 körül                                       | 1803-ban Württemberg része lett                                                                |
| Gimborn-Neustadt            | Uradalom                                                    |        |     |                                                  |                                                                                                |
| Glarus                      | Császári Völgység                                           |        |     | 1415                                             | 1648-ban a Svájci Konföderáció részeként kivált a birodalomból                                 |
| Glatz                       | Grófság                                                     |        |     |                                                  |                                                                                                |
| Gleichen                    | Grófság                                                     |        |     | 1228-ban Tonnából vált ki                        | 1345-ben feloszlott                                                                            |
| Gleichenstein               | Grófság                                                     |        |     | 1227-ben Tonnából vált ki                        | 1294-ben Mainz foglalta el                                                                     |
| Godesberg                   | Grófság                                                     |        |     | 1276-ban Neuenahrból vált ki                     | 1465-ben két részre bomlott: Alpheim és Bedburg                                                |
| Goldineshundare             | Grófság                                                     |        |     | 950-ben vált ki Clävenből                        | 1067-ben megszűnt                                                                              |
| Gondorf                     | Uradalom                                                    |        |     | 1611-ben vált ki Saffigból                       | 1692-ben Nickenich foglalta el                                                                 |
| Gorizia                     | Grófság                                                     |        |     |                                                  | A 16. században Ausztria birtoka lett                                                          |
| Goslar                      | Császári Város                                              | ASz    | RV  |                                                  | 1803-ban megszűnt                                                                              |
| Gräfenthal                  | Uradalom                                                    |        |     | 1439-ben Pappenheimból vált ki                   | 1536-ban Pappenheim foglalta el                                                                |
| Granges                     | Uradalom                                                    |        |     |                                                  |                                                                                                |
| Grävenstein                 | Uradalom                                                    |        |     |                                                  |                                                                                                |
| Greifensee                  | Uradalom                                                    |        |     |                                                  |                                                                                                |
| Greyerz                     | Grófság                                                     |        |     |                                                  |                                                                                                |
| Grubenslagen                | Hercegség                                                   |        |     |                                                  |                                                                                                |
| Guelders                    | 1088-tól őrgrófság, majd 1339-től fejedelemség              | BURG   | VI  | 1082 / 1096                                      | 1543-ban Burgundia része lett, majd a Holland Tartományok része és végül Franciaország birtoka |
| Gundelfingen                | Uradalom                                                    | SVÁB   |     |                                                  |                                                                                                |
| Gurk                        | Bishopric                                                   | Aust   |     | 1072                                             | 1803-ban az osztrák Karintia foglalta el                                                       |
| Gutenstein                  | Uradalom                                                    |        |     |                                                  |                                                                                                |
| Gutenzell                   | Apátság                                                     | SVÁB   |     |                                                  |                                                                                                |

### H
| Név                                     | Államforma                                                                                  | Körzet | Ház | Alapítva                                                | Megjegyzések |
| --------------------------------------- | ------------------------------------------------------------------------------------------- | ------ | --- | ------------------------------------------------------- | --- |
| Habsburg                                | Grófság                                                                                     |        |     | 1040                                                    | 1305-ben Ausztria foglalta el 1414-ben Bern foglalta el                                                                                    |
| Habsburg-Lauffenburg                    | Grófság                                                                                     |        |     | 1239-ben vált ki Habsburgból                            | Többször felbomlott 1408-ban minden része Sulz birtoka lett                                                                                |
| Haguenau                                | Császári Város                                                                              | FR     |     | 1260                                                    | 1648-ban Franciaország annektálta |
| Hainaut (franciául), Hennegau (németül) | Grófság                                                                                     | BURG   | VI  | 1071                                                    | 1436-ban Burgundia része lett |
| Hainburg                                | Grófság                                                                                     |        |     | 1240-ben vált ki Regensteinból                          | 1368-ban Regenstein visszafoglalta |
| Halberstadt                             | Püspökség                                                                                   | ASz    | KL  | 996                                                     | 1648-ban világiasították, majd Brandenburghoz került                                                                                       |
| Halberstadt                             | Hercegség                                                                                   |        |     | 1648 A Halberstadti Püspökség világiasításából          | |
| Haldenstein                             | Báróság                                                                                     |        |     |                                                         | |
| Hallermund                              | Grófság                                                                                     | ARV    |     | 1163 körül                                              | 1398-ban Corvey annektálta, majd 1408-ban Minden része lett, 1436-ban Brunswick foglalta el, végül 1707-ben Platen-Hallermund birtoka lett |
| Hals                                    | Grófság                                                                                     |        |     | 12. század                                              | 1443-ban Leuchtenberg része lett |
| Hamburg                                 | Császári Város                                                                              | ASz    | RV  | 1189                                                    | |
| Hanau                                   | Grófság                                                                                     |        |     | 1178                                                    | 1451-ben felbomlott |
| Hanau-Babenhausen                       | Grófság                                                                                     |        |     | 1451-ben Hanauból vált ki                               | 1481-ben neve Hanau-Lichtenbergre változott                                                                                                |
| Hanau-Lichtenberg                       | 1696-tól hercegség Eredetileg grófság                                                       | FR     |     | 1481-ben Hanau-Babenhausen átkereszteléséből alakult ki | 1736-ban Hessen-Darmstadt és Mainz között osztották fel                                                                                    |
| Hannover                                | Fejedelemség, és 1692-től kezdve választófejedelemség                                       | ASz    | VT  | 1636                                                    | |
| Harburg                                 | Hercegség                                                                                   |        |     |                                                         | |
| Harmersbach                             | Császári Völgység                                                                           |        |     |                                                         | |
| Hartelstein                             | Uradalom                                                                                    |        |     | 1460-ban Saffigból vált ki                              | 1477-ben Saffig-Olbrück foglalta el |
| Hatzfeld                                | Uradalom                                                                                    | FSz    |     |                                                         | |
| Hauenstein                              | Grófság                                                                                     |        |     |                                                         | |
| Hausen                                  | Uradalom                                                                                    |        |     |                                                         | |
| Havelberg                               | Püspökség                                                                                   |        |     |                                                         | |
| Heggbach                                | Apátság                                                                                     | SVÁB   |     |                                                         | |
| Heilbronn                               | Császári Város                                                                              | SVÁB   | SV  | 1350                                                    | 1803-ban megszűnt |
| Heiligenberg                            | Grófság                                                                                     | SVÁB   |     |                                                         | |
| Heiligkreuzthal                         | Apátság                                                                                     |        |     |                                                         | |
| Heinsberg                               | Grófság                                                                                     |        |     | 1085                                                    | 1479-ben Jülich annektálta |
| Helffenstein                            | Grófság                                                                                     |        |     | 1113                                                    | Többször felbomlott 1627-ben Fürstenberg és Württemberg között bomlott fel                                                                 |
| Henneberg                               | Grófság, amelynek vezetője a ritka Gefürsterer Graf, azaz hercegi gróf ranggal rendelkezett | FRANK  |     | 1037                                                    | Többször felbomlott, és a cím is eltűnt A felbomlott Henneberget Mansfeld-Bornstedt, Meissen, Szászország és Stolberg-Stolberg foglalta el |
| Herford                                 | Apátság                                                                                     | ARV    |     |                                                         | 1803-ban világiasították, majd Poroszország része lett                                                                                     |
| Herford                                 | Császári Város                                                                              | ARV    | RV  |                                                         | 1648-ban Brandenburg annektálta |
| Héricourt                               | Uradalom                                                                                    |        |     |                                                         | |
| Herrenzimmern                           | 1530-tól grófság Eredetileg uradalom                                                        |        |     | 1495-ben vált ki Zimmernből                             | 1570-ben Mötzkirch foglalta el |
| Herrstein                               | Uradalom                                                                                    |        |     |                                                         | |
| Hersfeld                                | Apátság                                                                                     |        |     | 1232                                                    | 1432-ben Hessen része lett |
| Hessen                                  | Tartománygrófság                                                                            | FR     | VI  | 1264 A Türingiai Tartománygrófságból vált ki            | 1567-ben felbomlott |
| Hessen-Darmstadt                        | Tartománygrófság                                                                            | FR     | VI  | 1567 Hessen felbomlásából alakult                       | |
| Hessen-Kassel                           | Tartománygrófság                                                                            | FR     | VI  | 1567 Hessen felbomlásából alakult                       | |
| Hessen-Marburg                          | Tartománygrófság                                                                            | FR     | VI  | 1567 Hessen felbomlásából alakult                       | 1604-ben Hessen-Kasselbe olvadt |
| Hessen-Rheinfels                        | Tartománygrófság                                                                            | FR     | VI  | 1567 Hessen felbomlásából alakult                       | 1583-ban területét három tartomány között osztották fel: Hessen-Darmstadt, Hessen-Marburg és Hessen-Rheinfels                              |
| Hildesheim                              | Püspökség                                                                                   | ASz    | KL  | 888                                                     | 1802-ben Brandenburg annektálta |
| Hildesheim                              | Szabad Város                                                                                | ASz    | KL  | 1300                                                    | 1803-ban Brandenburg foglalta el |
| Hochberg                                | Őrgrófság                                                                                   |        |     |                                                         | |
| Hochstaden                              | Grófság                                                                                     |        |     | 1144                                                    | 1260-ban a Kölni Érsekség foglalta el |
| Hohenberg-Nagold                        | Grófság                                                                                     |        |     | 1253-ban vált ki Hohenbergből és Zollernból             | 1264-ben Zollern-Nürnberg foglalta el |
| Hohenberg-Rottenburg                    | Grófság                                                                                     |        |     | 1253-ban vált ki Zollernból és Hohenbergből             | 1264-ben Zollern-Nürnberg annektálta |
| Hohenems                                | Grófság                                                                                     | SVÁB   |     | 1210 körül                                              | 1646-ban két részre bomlott: Hohenems-Hohenems és Hohenems-Vaduz                                                                           |
| Hohenems-Hohenems                       | Grófság                                                                                     |        |     | 1646-ban Hohenemsből vált ki                            | 1718-ban Hohenems-Vaduz foglalta el |
| Hohenems-Vaduz                          | Grófság                                                                                     |        |     | 1646-ban Hohenemsből vált ki                            | 1719-ben Liechtenstein hercege foglalta el                                                                                                 |
| Hohengeroldseck                         | Grófság                                                                                     | SVÁB   |     |                                                         | |
| Hohenlohe                               | Grófság                                                                                     | FRANK  |     | 1192                                                    | 1256-ban részekre hullott: Hohenlohe-Möckmühl, Hohenlohe-Röltingen és Hohenlohe-Weikersheim                                                |
| Hohenlohe-Bartenstein                   | 1744-től hercegség Eredetileg grófság                                                       |        |     | 1688-ban vált ki Hohenlohe-Schillingsfürstből           | |
| Hohenlohe-Ingelfingen                   | 1764-től hercegség Eredetileg grófság                                                       |        |     | 1701-ben vált ki Hohenlohe-Langenburgból                | |
| Hohenlohe-Jagstberg                     | Hercegség                                                                                   |        |     | 1798-ban vált ki Hohenlohe-Bartensteinból               | |
| Hohenlohe-Kirchberg                     | 1764-től hercegség Eredetileg grófság                                                       |        |     | 1701-ben vált ki Hohenlohe-Langenburgból                | |
| Hohenlohe-Langenburg                    | 1701-től hercegség Eredetileg grófság                                                       |        |     | 1610-ben vált ki Hohenlohe-Neuensteinból                | |
| Hohenlohe-Möckmühl                      | Grófság                                                                                     |        |     | 1256-ban vált ki Hohenlohéból                           | 1340-ben feloszlott Hohenlohe-Uffenheim és Hohenlohe-Wernsberg között                                                                      |
| Hohenlohe-Neuenstein                    | Grófság                                                                                     |        |     | 1472-ben vált ki Hohenlohe-Weikersheimból               | Többször feloszlott 1698-ban Hohenlohe-Öhringen része lett                                                                                 |
| Hohenlohe-Öhringen                      | 1744-től hercegség Eredetileg grófság                                                       |        |     | 1676-ban vált ki Hohenlohe-Neuensteinból                | 1765-ben Hohenlohe-Ingelfingen foglalta el                                                                                                 |
| Hohenlohe-Röltingen                     | Grófság                                                                                     |        |     | 1256-ban vált ki Hohenlohe                              | 1290-ben megszűnt |
| Hohenlohe-Schillingsfürst               | Grófság                                                                                     |        |     | 1615-ben vált ki Hohenlohe-Waldenburgból                | 1688-ban szétvált Hohenlohe-Bartensteinra és Hohenlohe-Waldenburg-Schillingsfürstre                                                        |
| Hohenlohe-Schillingsfürst-Weikersheim   | Grófság                                                                                     |        |     | 1472-ben vált ki Hohenlohe-Weikersheimból               | 1545-ben foglalta el Hohenlohe-Neuenstein                                                                                                  |
| Hohenlohe-Uffenheim                     | Grófság                                                                                     |        |     | 1262-ben vált ki Hohenlohe-Möckmühlből                  | 1387-ben Nürnberg foglalta el |
| Hohenlohe-Waldenburg                    | Grófság                                                                                     |        |     | 1553-ban vált ki Hohenlohe-Neuensteinból                | 1615-ben és 1679-ben is felbomlott |
| Hohenlohe-Waldenburg-Schillingsfürst    | Grófság                                                                                     |        |     | 1688-ban Hohenlohe-Schillingsfürst foglalta el          | |
| Hohenlohe-Weikersheim                   | Grófság                                                                                     |        |     | 1256-ban vált ki Hohenlohéból                           | 1490-ben Hohenlohe-Schillingsfürst-Weikersheim annektálta                                                                                  |
| Hohenlohe-Weikersheim                   | Grófság                                                                                     |        |     | 1610-ben Hohenlohe-Neuensteinból vált ki                | 1756-ban Hohenlohe-Öhringen foglalta el |
| Hohenlohe-Wernsberg                     | Grófság                                                                                     |        |     | 1267-ben Hohenlohe-Möckmühlből vált ki                  | 1350-ben Hohenlohe-Uffenheim foglalta el                                                                                                   |
| Hohenrechberg                           | Uradalom                                                                                    |        |     | 1163                                                    | 1585-ben Staufeneck foglalta el |
| Hohenrechberg és Aichen                 | 1626-tól grófság Eredetileg uradalom                                                        |        |     | 1605-ben vált ki Aichenből                              | 1676-ban Donzdorf foglalta el |
| Hohenzollern                            | Grófság                                                                                     |        |     | 1309-ben emelkedett ki a Zollern grófságból             | 1512-ben felbomlott |
| Hohenzollern-Haigerloch                 | 1630-tól hercegség Korábban grófság                                                         |        |     | 1575-ben vált ki Hohenzollern-Hechingenből              | 1767-ben Hohenzollern-Sigmaringen foglalta el                                                                                              |
| Hohenzollern-Hechingen                  | 1632-től hercegség Eredetileg grófság                                                       | SVÁB   |     | 1512-ben vált ki Hohenzollernből                        | |
| Hohenzollern-Sigmaringen                | 1623-tól hercegség Eredetileg grófság                                                       | SVÁB   |     | 1575-ben vált ki Hohenzollern-Hechingenből              | |
| Hohnstein                               | Grófság                                                                                     | FSz    |     | 1123                                                    | Többször felbomlott A részeket végül Brandenburg, Schwarzburg és Stolberg foglalta el                                                      |
| Hollandia                               | Grófság                                                                                     |        |     | 1150 körül alakult az Utrechti Püspökségből             | 1433-ban Burgundia foglalta el, később független állam lett                                                                                |
| Holstein                                | Grófság                                                                                     | ASz    | VI  | 1111                                                    | 1474-ben olvadt bele Schleswig-Holsteinba                                                                                                  |
| Holzapfel                               | Grófság                                                                                     | ARV    |     | 1641                                                    | 1727-ben Anhalt-Bernburg-Schaumburg-Hoym birtoka lett                                                                                      |
| Homburg                                 | Uradalom                                                                                    |        |     |                                                         | |
| Horburg                                 | Grófság                                                                                     |        |     |                                                         | |
| Horne                                   | Grófság                                                                                     |        |     |                                                         | 1568-ban perszonálunióra lépett a Liège-i Püspökséggel                                                                                     |
| Horneck                                 | Parancsnokság                                                                               |        |     |                                                         | |
| Hörstgen                                | Uradalom                                                                                    |        |     |                                                         | |
| Höwen                                   | Uradalom                                                                                    |        |     |                                                         | |
| Hoya                                    | Grófság                                                                                     | ARV    |     | 1204                                                    | 1503-ban területe felbomlott Brunswick-Celle és Hessen-Kassel között                                                                       |